# Ricardo Anderáos
Ricardo Anderáos é jornalista e sócio da ORÉ Inovação em Impacto Social. Anteriormente trabalhou na ONG Ashoka como Framework Change Leader para a América Latina e foi diretor editorial do Brasil Post, fruto de uma parceria entre a Editora Abril e o portal The Huffington Post, lançado no Brasil em janeiro de 2014.
Começou a carreira em 1988 como repórter e depois correspondente internacional da Folha de S. Paulo. Em 1994 criou o primeiro CD-ROM brasileiro, a revista NEO Interativa, em 1994. Foi webmaster do UOL, onde criou produtos como "O Moscovita", primeira novela da Internet brasileira, e foi gerente de Novas Mídias do Itaú Cultural. Durante dez anos, assinou a coluna de tecnologia da revista Carta Capital. Criou e editou o Link, produto cross media sobre comportamento e tecnologia, com cadernos semanais em O Estado de S. Paulo e no Jornal da Tarde e programa diário na rádio Eldorado. Como diretor editorial da versão paulistana do jornal Metro International, foi responsável pela implantação desse periódico gratuito no Brasil. No Grupo Bandeirantes de Comunicação gerenciou o portal Band.com.br e o site de jornalismo colaborativo eBandRepórter. Também no grupo trabalhou como diretor de produtos online do Grupo Bandeirantes de Comunicação, foi colunista de tecnologia na rádio BandNews FM, no jornal Metro Brasil. Foi Diretor de Mídias Digitais da MTV Brasil e Diretor de Mídias Sociais e Transmídia no Grupo Abril.
Recebeu o título de doutor em História Social da Arte pela Universidade de São Paulo (USP).